# Bruno Magalhães
Bruno Miguel Pinto Magalhães Pinheiro (ur. 10 lipca 1980 w Lizbonie) – portugalski kierowca rajdowy. Ma za sobą starty w mistrzostwach świata i Intercontinental Rally Challenge. Trzykrotnie w swojej karierze zostawał mistrzem Portugalii.

## Życiorys
Swoją rajdową karierę Magalhães rozpoczął w 1999 roku. W 2000 roku zadebiutował w mistrzostwach świata. Pilotowany przez José Martinsa i jadący Mitsubishi Lancerem Evo V zajął wówczas 32. miejsce w Rajdzie Portugalii. W rajdzie tym startował również w kolejnych latach: 2001, 2007, 2009 i 2011.
W 2005 roku Magalhães został członkiem zespołu Peugeot Sport Portugal. Startując Peugeotem 207 S2000 trzykrotnie z rzędu wywalczył mistrzostwo Portugalii w latach 2007, 2008 i 2009. Od 2006 roku startuje w serii Intercontinental Rally Challenge. W 2007 roku po raz pierwszy stanął w niej na podium, gdy zajął 2. miejsce w Rajdzie Madery. Od 2010 roku zalicza regularne starty w IRC. W 2010 roku wygrał w IRC swój pierwszy rajd, Rajd Azorów.

## Występy w rajdach WRC
| Sezon | Zespół                 | Samochód                 | 1        | 2        | 3        | 4         | 5         | 6         | 7      | 8             | 9         | 10            | 11            | 12              | 13              | 14              | 15       | 16              | Punkty | Miejsce |
| ----- | ---------------------- | ------------------------ | -------- | -------- | -------- | --------- | --------- | --------- | ------ | ------------- | --------- | ------------- | ------------- | --------------- | --------------- | --------------- | -------- | --------------- | ------ | ------- |
| 2000  | Bruno Magalhães        | Mitsubishi Lancer Evo V  | Monako   | Szwecja  | Kenia    | 32        | Hiszpania | Argentyna | Grecja | Nowa Zelandia | Finlandia | Cypr          | Francja       | Włochy          | Australia       | Wielka Brytania |          |                 | 0      | -       |
| 2001  | Bruno Magalhães        | Mitsubishi Lancer Evo VI | Monako   | Szwecja  | NU       | Hiszpania | Argentyna | Cypr      | Grecja | Kenia         | Finlandia | Nowa Zelandia | Włochy        | Francja         | Australia       | Wielka Brytania |          |                 | 0      | -       |
| 2007  | PH Sport               | Peugeot 207 S2000        | Monako   | Szwecja  | Norwegia | Meksyk    | 17        | Argentyna | Włochy | Grecja        | Finlandia | Niemcy        | Nowa Zelandia | Hiszpania       | Francja         | Japonia         | Irlandia | Wielka Brytania | 0      | -       |
| 2009  | Peugeot Total          | Peugeot 207 S2000        | Irlandia | Norwegia | Cypr     | NU        | Argentyna | Włochy    | Grecja | Polska        | Finlandia | Australia     | Hiszpania     | Wielka Brytania |                 |                 |          |                 | 0      | -       |
| 2011  | Peugeot Sport Portugal | Peugeot 207 S2000        | Szwecja  | Meksyk   | 12       | Jordania  | Włochy    | Argentyna | Grecja | Finlandia     | Niemcy    | Australia     | Francja       | Hiszpania       | Wielka Brytania |                 |          |                 | 0      | -       |

## Występy w rajdach IRC
| Sezon | Zespół                 | Samochód          | 1      | 2     | 3     | 4     | 5      | 6      | 7      | 8      | 9     | 10     | 11  | 12  | 13 | Punkty | Miejsce |
| ----- | ---------------------- | ----------------- | ------ | ----- | ----- | ----- | ------ | ------ | ------ | ------ | ----- | ------ | --- | --- | -- | ------ | ------- |
| 2006  | Peugeot Sport Portugal | Peugeot 207 S2000 | RPA    | YPR   | MAD 4 | SAN   |        |        |        |        |       |        |     |     |    | 5      | 13.     |
| 2007  | Peugeot Sport Portugal | Peugeot 207 S2000 | SAF    | TUR   | YPR   | ROS   | MAD 2  | BAR    | SAN NU | VAL    | CHI   |        |     |     |    | 8      | 10.     |
| 2008  | Peugeot Sport Portugal | Peugeot 207 S2000 | STA    | POR 6 | YPR   | ROS   | MAD 8  | BAR    | AST NU | SAN    | VAL   | CHI    |     |     |    | 4      | 21.     |
| 2009  | Peugeot Sport Portugal | Peugeot 207 S2000 | MON    | KUR   | SAF   | AZO 9 | YPR    | ROS    | MAD 2  | BAR    | AST   | SAN    | SZK |     |    | 8      | 10.     |
| 2010  | Peugeot Sport Portugal | Peugeot 207 S2000 | MON 7  | KUR 5 | ARG 6 | KAN 5 | SAR 5  | YPR 6  | AZO 1  | MAD NU | BAR   | SAN 10 | SZK | CYP |    | 30     | 5.      |
| 2011  | Peugeot Sport Portugal | Peugeot 207 S2000 | MON NU | KAN 8 | KOR 5 | JAŁ   | YPR NU | AZO NU | BAR    | MEC 9  | SAN 5 | SZK    | CYP |     |    | 26     | 9.      |

## Wyniki wRajdowych Mistrzostwach Europy
| Rok  | Zespół          | Samochód       | 1     | 2     | 3     | 4      | 5     | 6     | 7     | 8      | 9 | 10 | 11 | Pkt. | Msc. |
| ---- | --------------- | -------------- | ----- | ----- | ----- | ------ | ----- | ----- | ----- | ------ | - | -- | -- | ---- | ---- |
| 2017 | Bruno Magalhães | Škoda Fabia R5 | POR 1 | ESP 3 | GRE 2 | CYP NU | POL 9 | CZE 9 | ITA 3 | LVA NU | - | -  | -  | 121  | 2    |
| 2018 | Bruno Magalhães | Škoda Fabia R5 | POR 3 | ESP 7 | GRE 1 | CYP 2  | ITA 5 | CZE 8 | POL   | LVA    | - | -  | -  | 115  | 3    |